# Tesla Model 3
Tesla Model 3 (oprindelig skrevet "☰")
er en firedørs elbil i mellemklassen produceret af Tesla Motors og lanceret den 31. marts 2016 i Californien (den 1. april 2016 kl. 05.30 lokal dansk tid). Den 3. april 2016 - 3 dage efter præsentationen af bilens design - havde Tesla modtaget 276.000 reservationer af bilen, hvilket var næsten tre gange så mange som antallet af den større Model S, der var solgt i 107.000 eksemplarer ved udgangen af 2015. Model 3 kom på gaden i USA i juli 2017. Ifølge Tesla har bilen en rækkevidde på 448-580 km (pr. januar 2021) og med en pris for basismodellen med 50 kWh-batteri på 35.000 $ på det nordamerikanske marked. I oktober 2018 var der leveret 100.000 Model 3, og ved udgangen af december 2018 var der solgt i alt 147.000 eksemplarer. I december 2018 blev det muligt at bestille Model 3 til det europæiske marked med første levering i februar 2019. Samtidig offentliggjorde Tesla, at de to topmodeller med firehjulstræk og lang rækkevidde ville koste henholdsvis 454.500 kr. og 538.900 kr. på det danske marked. I april 2019 offentliggjordes de europæiske priser for den hidtil billigste version, standard range plus, med startpriser på 354.500 danske kroner. Prisen er pr. Nov 2019 annonceret til 370.000, men herfra skal trækkes 15.000 i statslig miljørefusion.

## Baggrund
Model 3 er designet af Teslas designchef Franz von Holzhausen. Ifølge Holzhausen i 2013 vil Model 3 "sigte efter massemarkedet og være ligesom en Audi A4, BMW 3-serie, Mercedes-Benz C-klasse, og den vil have lidt af hvert: rækkevidde, overkommelighed og ydeevne med en startpris på ca. 30.000$" (ca. 200.000 kr.) i USA.
Bilen havde kodenavnet BlueStar i den oprindelige forretningsplan og blev efterfølgende betegnet Model E. Bilens nuværende navn blev bekræftet på Twitter den 16. juli 2014.
I september 2015 annoncerede Tesla, at Model 3 ville blive lanceret i marts 2016. I januar 2016 meddelte Teslas administrerende direktør, Elon Musk, at de første officielle billeder af bilen ville blive offentliggjort i slutningen af marts 2016. De fuldstændige detaljer ville først blive offentliggjort, når produktion gik i gang. Tesla lancerede Model 3 den 1. april 2016 kl. 5.30 dansk tid.

## Produktion og specifikationer
I marts 2016 forventedes Model 3 at få en rækkevidde på 350 kilometer, og de første leveringer planlagdes til det nordamerikanske marked i slutningen af 2017 eller senere. Fuld produktion forventedes i løbet af 2018.
Ifølge Musk ville den forventede efterspørgsel muligvis først kunne opfyldes i 2020.
På trods af at meget af teknologien fra Teslas Model S indgår i Model 3,
er Model 3 20 % mindre end Model S og med sit helt eget unikke design.
Tesla har Model 3 som den tredje i rækken af firmaets personbilsmodeller, som startede med eksklusive og relativt dyre modeller, men som nu også tilbyder en billigere model målrettet massemarkedet. Batteriets og drivlinjens teknologi er udviklet og finansieret gennem penge fra Tesla Roadster og Tesla Model S. Mens der til Roadster er brugt kulfiber og til Model S og X aluminium til karrosseriet, var det til at starte med uvist hvilket materiale, der ville blive anvendt til karrosseriet i Model 3. Nogle mente, at det ville være stål (for at gøre det billigere), mens andre med forbindelser til Tesla Motors oplyste, at Tesla-fabrikken havde etableret en ny aluminium-presningsmaskine, som ville ti- eller 20-doble produktiviteten. Ved produktionsstart var det meste af karrosseriet af stål med elementer af aluminium. Musk har angivet, at det vil kræve 500.000 solgte biler pr. år (primært Model 3), før virksomheden vil blive indbringende. Ifølge Teslas teknologichef, JB Straubel, arbejdede Teslas teknikere i oktober 2015 på Model 3 i stedet for Model S og X.

## Priser og levering
Tesla sigtede ved lanceringen efter en startpris på 35.000 $ svarende til ca. 230.000 kr. (før afgifter). Tesla selv havde umiddelbart efter lanceringen intet bud på, hvad Model 3 ville komme til at koste som indregistreret i Danmark. Flere iagttagere vurderede dog, at den formentlig ville blive prissat til mellem 380.000 og 550.000 kr. Den 7. april 2016 kunne analytiker Jan Lang fra Bilbasen - på baggrund af grundprisen på 286.435 kr., specifikationerne, fradrag på udstyr osv. og ud fra de danske afgifter, der netop var indfaset for elbiler - oplyse, at Model 3 som basismodel ville komme til at koste knap 433.000 kr.
Fra december 2018 kunne europæiske kunder bestille Model 3, og den 21. december offentliggjorde Tesla priserne på de to første varianter til det danske marked, som begge var topmodellerne med lang rækkevidde, dobbelt motor og firehjulstræk. Priserne begyndte ved 464.724 kr. og 576.044 kr. (Performance). På Teslas hjemmeside i januar 2019 startede priserne for de to varianter på henholdsvis 454.500 kr. og 538.900 kr. Ifølge Tesla forventes den billigste version med baghjulstræk og standardrækkevidde (ca. 350 km) at komme på det europæiske marked i 2. halvår 2019. Prisen fastsættes tættere på lanceringsdagen. I december 2018 vurderede FDM, at den billigste model ville koste "ned mod 350.000 kr."
De første Model 3 leveredes til danske kunder den 14. februar 2019 ved en lille ceremoni i Bredgade i København.
I april 2019 offentliggjordes de europæiske priser for den hidtil billigste version, standard range plus, med en startpris i Danmark på 354.000 kr. og en rækkevidde på 409 km. Danskerne har taget rigtigt godt imod denne relativt billige luksusbil, og på samme måde som i Norge, Tyskland, Schweitz og Holland er den lynhurtigt blevet den mest solgte elbil.

## Galleri
- Model 3 med sort standardlak og 18 tommer Aero-fælge
- Helsort standardinteriør